# 湄潭浙江大学旧址
27°46′05″N 107°29′03″E / 27.76806°N 107.48417°E
湄潭浙江大学旧址位于中国贵州省湄潭县湄江镇和永兴镇。1940年浙江大学七百多名师生在竺可桢校长的率领下西迁湄潭办学，直至1946年迁回杭州。现存湄潭办公室图书室旧址等九处建筑，2006年被列为第六批全国重点文物保护单位。

## 概况
湄潭办公室图书室旧址即湄潭文庙，建于清同治十年（1871年）至光绪四年（1878年），坐东朝西，占地2600平方米，现存大成门、钟楼、鼓楼、大成殿、崇圣祠等建筑。
谈家桢等教授住处即天主堂，建于清光绪年间，占地400平方米，现仅存教堂。
研究生院旧址即义泉万寿宫，建于清光绪六年（1880年），占地933平方米，现存八字牌坊式大门、戏楼、配殿、阁楼、正殿、左右厢房、后殿等建筑。
湄江吟社旧址即西来庵，建于清光绪六年至民国年间，建筑面积1300平方米，现存山门、藏经阁、大殿、配殿、观景台等建筑。
理学院物理系旧址即双修寺，1950年迁建至环城路，占地250平方米，由两栋建筑组成。
永兴分校教授住处建于1939年，由王宅和张宅组成，建筑面积约4000平方米。
农学院畜牧场实验楼旧址建于1946年，占地面积204平方米。
文艺活动旧址即欧阳曙宅，建于清同治年间，为四合院民居建筑，面阔五间，占地573平方米。
学生住处即李氏住宅。